# غاري بيري
غاري بيري (بالإنجليزية: Gary Berry)‏ هو لاعب كرة قدم أمريكية أمريكي، ولد في 1977 في وورثينغتون في الولايات المتحدة.

## وصلات خارجية
- غاري بيري على موقع مرجع كرة القدم المحترفة.كوم (الإنجليزية)